# Hứa Côn Lâm
Hứa Côn Lâm (tiếng Trung giản thể: 许昆林, bính âm Hán ngữ: Xǔ Kūn Lín, sinh tháng 5 năm 1965, người Hán) là chính trị gia nước Cộng hòa Nhân dân Trung Hoa. Ông là Ủy viên Ủy ban Trung ương Đảng Cộng sản Trung Quốc khóa XX, hiện là Phó Bí thư Tỉnh ủy, Bí thư Đảng tổ, Tỉnh trưởng Giang Tô. Ông nguyên là Bí thư Thị ủy, Bí thư thứ nhất Đảng ủy Quân khu Tô Châu, Giang Tô; Phó Thị trưởng Thượng Hải; Phó Tổng thư ký Ủy ban Cải cách và Phát triển Quốc gia Cộng hòa Nhân dân Trung Hoa.
Hứa Côn Lâm là Đảng viên Đảng Cộng sản Trung Quốc, học vị Cử nhân Kế hoạch thống kê, có sự nghiệp hơn 30 năm công tác ở các đơn vị vật giá, tài sản và kế hoạch quốc gia Trung Quốc.

## Xuất thân và giáo dục
Hứa Côn Lâm sinh tháng 5 năm 1965 tại huyện Vĩnh Xuân, địa cấp thị Tuyền Châu, tỉnh Phúc Kiến, Cộng hòa Nhân dân Trung Hoa. Ông lớn lên và tốt nghiệp phổ thông ở địa phương. Tháng 9 năm 1980, ông tới thủ phủ Hàng Châu, tỉnh Chiết Giang, nhập học Học viện Thương mại Hàng Châu (杭州商学院, nay thuộc Đại học Công Thương Chiết Giang), theo học ngành Quản lý Doanh nghiệp kinh doanh, tốt nghiệp Cử nhân chuyên ngành Kế hoạch thống kê vào tháng 8 năm 1984. Cùng thời điểm này, ông được kết nạp Đảng Cộng sản Trung Quốc. Từ tháng 9 năm 1986 đến tháng 7 năm 1988, ông là giảng viên thuộc cơ quan trung ương, tham gia chương trình giảng dạy tại Phúc Kiến. Năm 2007, từ tháng 3 đến tháng 7, ông tham gia lớp đào tạo, bồi dưỡng cán bộ trung niên, thanh niên của Trường Đảng Trung ương Đảng Cộng sản Trung Quốc, đợt 2.

## Sự nghiệp

### Các giai đoạn

#### Cơ quan vật giá
Tháng 8 năm 1984, sau khi tốt nghiệp đại học, Hứa Côn Lâm được tuyển dụng vào vị trí Chuyên viên Ty Kiểm tra, Cục Vật giá Quốc gia (国家物价局) tại thủ đô Bắc Kinh. Đây cũng là giai đoạn đầu của Cục Vật giá khi thành lập năm 1980. Ông công tác ở cơ quan này xuyên suốt các giai đoạn chuyển đổi, từ Cục Vật giá Quốc gia sang Ủy ban Vật giá Quốc gia thuộc Quốc vụ viện, liên kết với Tiểu tổ Vật giá Quốc vụ viện, được hợp nhất vào Ủy ban Kế hoạch Quốc gia và nay là Ty Vật giá của Ủy ban Cải cách và Phát triển Quốc gia Cộng hòa Nhân dân Trung Hoa. Tháng 10 năm 1986, ông là Phó Chủ nhiệm Khoa viên, cấp phó khoa của Ty Kiểm tra, Cục Vật giá, và là Chủ nhiệm cấp chính khoa từ tháng 10 năm 1988. Tháng 6 năm 1990, ông được bầu làm Bí thư Đoàn thanh niên Cục Vật giá, cấp phó xứ, huyện.
Tháng 11 năm 1990, ông là Phó Trưởng phòng Hành chính sự nghiệp, Ty Quản lý thu phí kiêm nhiệm Bí thư Đoàn thanh niên. Năm 1994, khi Cục Vật giá được sáp nhập vào Ủy ban Kế hoạch Quốc gia, Hứa Côn Lâm chuyển sang vị trí Phó Trưởng phòng Quản lý Tính thu phí hành chính sự nghiệp, Ty Quản lý Giá cách của Ủy ban Kế hoạch. Tháng 12 năm 1995, ông được chuyển sang làm Phó Trưởng phòng Quản lý thu phí thứ nhất của Ty Quản lý thu phí Ủy ban, và là trưởng phòng từ tháng 5 năm 1996. Năm 1998, Ủy ban Kế hoạch Quốc gia được cải tổ thành Ủy ban Kế hoạch và Phát triển Quốc gia, ông chuyển vị trí sang Trưởng phòng Quản lý thu phí, Ty Giá cách. Tháng 8 năm 2002, ông được thăng chức thành Phó Ty trưởng Ty Giá cách. Sau đó, năm 2003, Ủy ban Kế hoạch và Phát triển Quốc gia cải tổ một lần nữa thành Ủy ban Cải cách và Phát triển Quốc gia Cộng hòa Nhân dân Trung Hoa, ông chuyển chức thành Phó Ty trưởng Ty Giá cách của Ủy ban Cải Phát.
Tháng 12 năm 2009, ông được bổ nhiệm làm Ty trưởng Ty Giám sát kiểm tra giá cách, Ủy ban Cải Phát, cấp chính sảnh, địa. Tháng 12 năm 2011, ông nhậm chức Cục trưởng Cục Giám sát kiểm tra và Chống độc quyền giá, rồi quay trở lại vị trí Ty trưởng Ty Giá cách từ tháng 10 năm 2014. Tháng 5 năm 2015, ông được chuyển sang vị trí Ty trưởng Ty Đầu tư tài sản cố định, Ủy ban Cải Phát, bổ nhiệm kiêm nhiệm chức vụ Phó Tổng thư ký Ủy ban Cải Phát vào tháng 2 năm 2016.

#### Cơ quan địa phương
Năm 2017, Hứa Côn Lâm được điều chuyển về công tác địa phương ở thành phố Thượng Hải, kết thúc 33 năm sự nghiệp ở hệ thống các cơ quan trung ương về vật giá, tài sản cũng như các giai đoạn cải tổ của đơn vị kế hoạch Quốc vụ viện, nay là Ủy ban Cải cách và Phát triển Quốc gia Trung Quốc. Tháng 3 năm 2017, Tổng lý Quốc vụ viện Lý Khắc Cường bổ nhiệm ông làm Phó Thị trưởng Chính phủ Nhân dân thành phố Thượng Hải, cấp phó tỉnh, bộ. Tháng 4 năm 2019, ông kiêm nhiệm vị trí Chủ nhiệm Ủy ban Quản lý Khu Thương vụ Hồng Kiều Thượng Hải (上海虹桥商务区).

### Giang Tô
Tháng 9 năm 2021, Bộ Tổ chức, Ban Bí thư Trung ương Đảng họp bàn và điều động Hứa Côn Lâm tới tỉnh Giang Tô, vào Ban Thường vụ Tỉnh ủy Giang Tô. Vào ngày 28 tháng 9 năm 2021, phiên họp toàn thể thứ nhất của Đảng ủy địa cấp thị Tô Châu khóa XIII đã bầu ông làm Bí thư Thị ủy Tô Châu, kiêm Bí thư thứ nhất Đảng ủy Quân khu Tô Châu từ ngày 7 tháng 11 năm 2021. Ngày 19 tháng 10 năm 2021, Ban Thường vụ Tỉnh ủy Giang Tô họp mở rộng truyền đạt quyết định của Ủy ban Trung ương Đảng Cộng sản Trung Quốc về việc điều chỉnh lãnh đạo tỉnh Giang Tô, công bố quyết định điều chuyển của ông, giữ vị trí Phó Bí thư Tỉnh ủy Giang Tô. Cũng trong ngày này, Hội nghị lần thứ 26 của Ủy ban thường vụ Đại hội Đại biểu Nhân dân tỉnh Giang Tô khóa XIII đã nhất trí bầu Hứa Côn Lâm làm Phó Tỉnh trưởng Chính phủ Nhân dân tỉnh Giang Tô, và là Quyền Tỉnh trưởng Giang Tô. Ông bắt đầu chỉ đạo hành pháp tỉnh Giang Tô, vừa kế nhiệm và là lãnh đạo thứ hai phụ trách phối hợp và hỗ trợ Bí thư Tỉnh ủy Giang Tô Ngô Chính Long. Cuối năm 2022, ông tham gia Đại hội Đảng Cộng sản Trung Quốc lần thứ XX từ đoàn đại biểu Giang Tô. Trong quá trình bầu cử tại đại hội, ông được bầu là Ủy viên Ủy ban Trung ương Đảng Cộng sản Trung Quốc khóa XX.